# Partijbestuur
Een partijbestuur is het bestuur van een politieke partij. In Nederland heeft het partijbestuur een beperkte rol in het leiden van de partij-organisatie: het is verantwoordelijk voor kandidatencommissies, verkiezingsprogrammacommissies, verkiezingscampagnes, de partijfinanciën en het partijbureau. Bij veel partijen is de fractie verantwoordelijk voor de dagelijkse politieke koers van de partij.
Een partij is (bijna altijd) een vereniging. Het partijbestuur wordt (bijna altijd) verkozen door het partijcongres, dat de leden van een politieke partij vertegenwoordigt. Bij sommige partijen zijn er andere personen (de fractievoorzitter, bijvoorbeeld) ook nog ex officio lid van het partijbestuur, soms hebben zij dan slechts een adviserende functie. De partijvoorzitter leidt het partijbestuur. 